# Minusio
Minusio é uma comuna da Suíça, no Cantão Tessino, com cerca de 6.765 habitantes. Estende-se por uma área de 5,85 km², de densidade populacional de 1.156 hab/km². Confina com as seguintes comunas: Avegno, Brione sopra Minusio, Locarno, Magadino, Muralto, Orselina, Piazzogna, Tenero-Contra, Vira.
A língua oficial nesta comuna é o Italiano.